# Cucumis canoxyi
Cucumis canoxyi là một loài thực vật có hoa trong họ Cucurbitaceae. Loài này được Thulin & Al-Gifri mô tả khoa học đầu tiên năm 1994.